# Брам, Терри
Терренс Пол Брам (англ. Terrence Paul Brahm; род. 21 ноября 1962) — американский легкоатлет, специалист по бегу на средние и длинные дистанции. Выступал за сборную США по лёгкой атлетике в 1986—1991 годах, серебряный призёр Игр доброй воли в Москве, обладатель бронзовой медали чемпионата мира в помещении, победитель и призёр первенств национального значения, участник летних Олимпийских игр в Сеуле.

## Биография
Терри Брам родился 21 ноября 1962 года. Детство провёл в поселении Сейнт-Мейнред, штат Индиана, учился в старшей школе Heritage Hills High School в Линкольне.
Занимался бегом во время учёбы в Индианском университете в Блумингтоне, состоял в местной легкоатлетической команде «Индиана Хузерс», с 1984 года регулярно выступал на различных студенческих соревнованиях, в том числе в 1986 году выиграл чемпионат Национальной ассоциации студенческого спорта (NCAA) в беге на 5000 метров.
В 1986 году на чемпионате США в Юджине стал серебряным призёром в дисциплине 5000 метров, уступив только Дагу Падилье. Попав в состав американской национальной сборной, выступил на впервые проводившихся Играх доброй воли в Москве, где так же финишировал вторым позади Падильи.
В 1987 году в беге на 3000 метров взял бронзу на домашнем чемпионате мира в помещении в Индианаполисе. В беге на 5000 метров был третьим на чемпионате США в Сан-Хосе, стартовал на Панамериканских играх в Индианаполисе.
Став вторым на национальном олимпийском отборочном турнире, в 1988 году Брам удостоился права защищать честь страны на летних Олимпийских играх в Сеуле — на предварительном квалификационном этапе дистанции 5000 метров показал время 13:37.11, чего оказалось недостаточно для выхода в финал.
В 1990 году одержал победу на чемпионате США по бегу на 5 км по шоссе. Принимал участие в Играх доброй воли в Сиэтле, где в беге на 5000 метров пришёл к финишу четвёртым.
В 1991 году стал чемпионом США в беге на 3000 метров в помещении и вскоре завершил спортивную карьеру.
Впоследствии занимался организацией ежегодных тренировочных лагерей на территории штата Индиана.